# Lagtingsvalget 1918
Lagtingsvalget på Færøerne 1918 blev afholdt 24. april 1918.
Stemmeret for kvinder blev indført på Færøerne i 1916, og lagtingsvalget i 1918 var første gang de kunne bruge denne ret.

## Resultater
| Parti                | Tilslutning | Mandater i Lagtinget | Ændring fra 1916 (mandater) | Ændring fra 1916 (%) |
| -------------------- | ----------- | -------------------- | --------------------------- | -------------------- |
| Sambandsflokkurin    | 50,3 %      | 9                    | -1                          | 12,4                 |
| Sjálvstýrisflokkurin | 49,7 %      | 11                   | +2                          | -2,0                 |

Bemærk valgordningen som kunne give ulige mandatfordeling i forhold til tilslutningen.

## Ekstern henvisning
- Hagstova Føroya — Íbúgvaviðurskifti og val (Færøsk statistik)